# Lepturopetium
Lepturopetium  (Morat, 1981), es un género de plantas herbáceas perteneciente a la familia de las poáceas. Es originario de Nueva Caledonia, Islas Marshall y las Islas Cocos.

## Descripción
- Hábito de Crecimiento: Son plantas perennes estoloníferas, lo que significa que se propagan mediante estolones (tallos rastreros).
- Características Morfológicas: Poseen una lígula que es una membrana con flecos.
- Tipo de Inflorescencia: La inflorescencia puede ser no ramificada o tener 2 o 3 ramas. Ramas no ramificadas con ejes huecos y espiguillas incrustadas en el raquis.
- Características de las espiguillas: Comprimidas lateralmente, con una flor fértil, una lema estéril y raquilla peluda; la gluma superior es más larga que la flor.
- Detalles de la lema fértil y hojas: Lema fértil peluda, bilobulada y aristada desde el seno; las papilas epidérmicas de la hoja varían de una a varias por célula.[3]

## Distribución
Se conocen dos especies que se encuentran en Nueva Caledonia, las Islas Marshall y las Islas Cocos.

## Etimología
El nombre del género deriva de la combinación de los nombres de dos géneros de la familia Lepturus y Oropetium.

## Especies
- Lepturopetium kuniense Morat	Adansonia 20(4): 378, t. 1	1981
- Lepturopetium marshallense Fosberg & Sachet[4]